# 超能兔战队
《超能兔战队》是一部海力动漫文化制作的中国3D动画作品。故事讲述在超能兔的帮助成为万人迷的胖妞嫦娥引起了宇宙大王哈比熊的注意而被绑架到地球，并引发了拯救嫦娥大作战。

## 评价
| 媒体     | 得分   |
| -------- | ------ |
| 豆瓣网   | 2.4/10 |
| 时光网   | 3.8/10 |
| 1905.com | 4.4/10 |

该电影评分普遍不高，被批评名字与超能陆战队相似，亦被網民質疑抄襲Keroro軍曹。